# Crossroads (1976)
Crossroads ist ein 1976 von dem US-amerikanischen Avantgarde-Künstler Bruce Conner produzierter 36-minütiger Kurzfilm.
Der Film zeigt in extremer Zeitlupe Aufnahmen der Atombombenexplosion, die während der Operation Crossroads am 25. Juli 1946 im Bikini-Atoll gezündet wurde. Der Test, der unter dem Codenamen "Baker" stattfand, wurde zu Forschungszwecken mit fünfhundert Kameras gleichzeitig aufgenommen, aus unbemannten Flugzeugen, Höhenaufklärern, Booten in Explosionsnähe und von entfernteren Plätzen rund um das Atoll. Der Ort für die Explosion war unter anderem deshalb gewählt worden, weil die umliegenden Inseln ihn in einer fast vollständigen Ellipse umringten, was eine umfassende Dokumentation des Ereignisses aus zahlreichen Blickwinkeln möglich machte.
Die Musik ist von Terry Riley und wurde von Patrick Gleeson mit zusätzlichen Soundeffekten versehen. Der erste Abschnitt des Films wird von einem scheinbar synchron am Ort des Geschehens aufgenommenen Soundtrack begleitet. Es ist zunächst nicht ersichtlich, dass diese Tonspur nicht im Original zu den Bildern gehört, die sie begleitet. Erste Zweifel an seiner Simulation erlaubt Conner, sobald er die Verzögerung des Schalls wegnimmt und den Knall der Explosion gleichzeitig mit dem sichtbaren Ereignis erklingen lässt. Bei den ersten Aufnahmen hört man die Explosion einige Momente nachdem man sie sieht. Dies erklärt sich aus der im Vergleich zum Licht viel langsameren Schallgeschwindigkeit. Wenn dann das sichtbare und das hörbare Ereignis gleichzeitig erfolgen, wird die Darstellung eher zu einer ästhetischen Simulation als einer Dokumentation. Dies ist ein absichtlich angewandtes filmästhetisches Ausdrucksmittel.